# Новосілки (Дубенський район)
Новосі́лки — село в Україні, у Острожецькій сільській громаді Дубенського району Рівненської області. Населення становить 299 осіб.

## Історія
Перша згадка про село належить до 1570 року, де сказано про Радзивіллів з Олики і сіл, які належать до неї. В свій час Свидригайло надав Луцькому соборові Хорлупи з Бакорином, Новосілками та іншими селами. Як маєток соборної Луцької церкви Івана Богослова Новосілки (Нове село) згадуються і в акті від 16 грудня 1585 року в донесенні королівського комірника Миколи Рокицького про передачу цієї церкви єпископу Кирилу Терлецькому. До акта була прикладена скарга соборного духовенства про те, що невістка померлого в 1585 р. єпископа Луцького Іони Красенького пані Ганка з Сокаля Борзобагатая-Красеньськая та її сини Констянтин та Василь пограбували церковне майно і села Бакорин та Новосілки
У XVII ст. село належало луцькому земському писарю Войтеху Станіславському, який здавав його в оренду.

За переказами, на території сучасного села у 1708–1709 рр. відбувся великий бій між російськими та шведськими військами. На півночі села, на місці битви, збереглися залишки могил з кам'яними хрестами.
У 1906 році село Малинської волості Дубенського повіту Волинської губернії. Відстань від повітового міста 41 верст, від волості 7. Дворів 81, мешканців 590.
На початку ХХ ст. село належало поміщику Ожешку, який у 1912 р. продав свою землю орендатору Наркізу. Селяни заробляли землеробством, ковальською справою, бондарством.
Під час Першої світової війни територією села проходила лінія фронту. Російські війська, під командуванням генерала Брусилов Олексій Олексійович, зазнали поразки.
7 (20) листопада 1917 року, відповідно до Третього Універсалу Української Центральної Ради, увійшло до складу Української Народної Республіки.
В результаті комуністичного перевороту в Росії і поразки українських армій в війні за незалежність України край в 1920 році був окупований Польщею.
В 1934 році населення взяло участь у загальній боротьбі селян Волині проти поміщицьких шарварків, бойкотувало сплату податків, виганяло поліцію та екзекуторів. В результаті пакту Ріббентропа — Молотова про переділ Європи між СРСР і Третім Рейхом край увійшов до складу СРСР.
Почалися репресії проти патріотів України.
На фронтах Другої світової війни 112 жителів боролися проти нацистів, 48 з них нагороджені орденами й медалями. Пам'ять односельців, які загинули, захищаючи Батьківщину, вшанована обеліском.
У лютому 1941 році в Новосілках більшовики примусили організували перший колгосп — «Більшовик».
У 1954 році закінчено добудову школи, відкрито медпункт. З 1944 року по 1962 рік у селі було побудовано 316 нових житлових будинків.
У 1976 році колгосп приєднано до колгоспу «Заповіт» в с. Острожець, проте з 1981 року він знову запрацював окремо, під назвою «Авангард».
12 червня 2020 року, відповідно до розпорядження Кабінету Міністрів України № 722-р від «Про визначення адміністративних центрів та затвердження територій територіальних громад Рівненської області», увійшло до складу Острожецької сільської громади.
19 липня 2020 року, в результаті адміністративно-територіальної реформи та ліквідації Млинівського району, село увійшло до складу Дубенського району.

## Герб
У синьому щиті золоте сонце, що виходить зверху, без зображення обличчя з такими ж променями. База скошена справа зеленим і синім. Поверх всього срібний голуб, що летить, з розкритими крилами, що тримає в дзьобі зелену лаврову гілку і супроводжується в лівому нижньому кутку золотою церквою з синіми вікнами і срібними покрівлями і хрестом.

## Населення

### Мова
Розподіл населення за рідною мовою за даними перепису 2001 року:
| Мова       | Кількість | Відсоток |
| ---------- | --------- | -------- |
| українська | 319       | 100%     |

## Органи влади
До 2016 адміністративний центр Новосілківська сільська рада. У підпорядкуванні села Новосілки, Заболоття, Заболотенці. 

Сільський голова Савич Валентина Григорівна (1977-2015 рік)
Староста Новосілківського старостинського округу: Нагай Наталія Ярославівна (2015-дотепер)

## Підприємства
- ПСП «Хлібна нива»
- ПП Агрофірма «Камаз-Агро»

## Освіта
Новосілківська філія Уїздецької загальноосвітньої школи І-ІІІ ст

## Культура
- Клуб села Новосілки
- Публічно-шкільна бібліотека села Новосілки

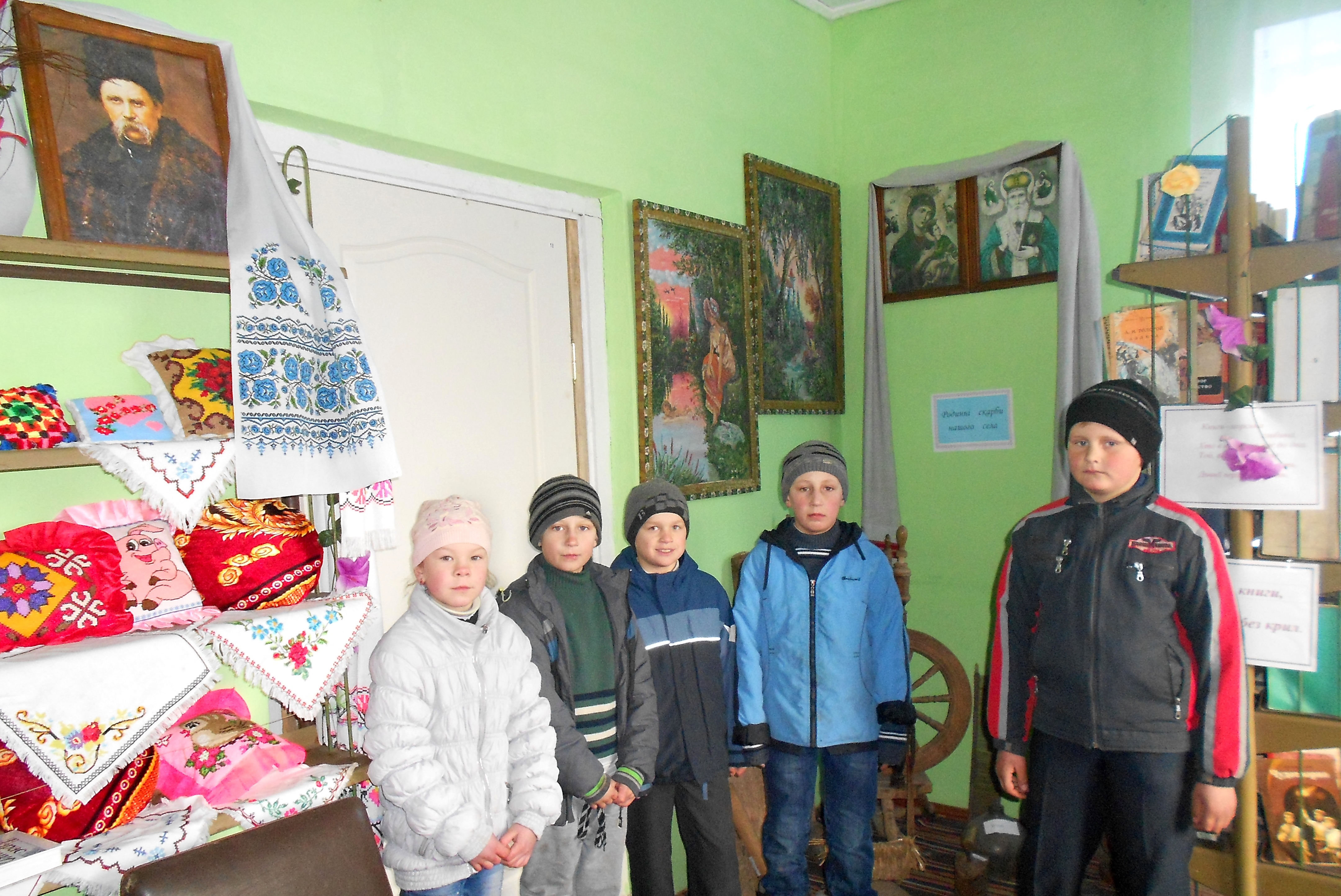
Читачі бібліотеки

1949 року в селі Новосілки було відкрито хату-читальню, фонд якої нараховував 150 книг. У 1950 році в Новосілках завершили будівництво клубу, де виділили кімнату для бібліотеки. У 1960-х роках бібліотеку перенесено у приміщення школи, а на початку 1990 року — в приміщення колишньої сільської ради.

У 2002 році було проведено реорганізацію бібліотечної системи: сільські бібліотеки були об'єднані з шкільними.
З 2008 року при публічно-шкільній бібліотеці діє народознавчий клуб за інтересом «Берегиня». Для дітей, учасників клубу, проводяться цікаві народознавчі заходи, майстер-класи з писанкарства, вишивки тощо.

Сьогодні бібліотека обслуговує 360 читачів, з них 75 дітей. Фонд становить понад 7 тисяч. Бібліотека працює за народознавчим напрямком: у 2011 році створено народознавчий куточок «Родинні скарби», де зібрано речі старовинного вжитку, вишиванки, картини.

## Релігія
- Свято-Покровська УПЦ Київського Патріархату

## Медицина
Фельдшерсько-акушерський пункт села Новосілки